# Восстание во Внутренней Монголии (1936)
Восстание во Внутренней Монголии (1936) — провозглашение независимости региона от Китая князем Дэ Ваном, который объявил себя главнокомандующим монгольскими войсками.

## Хронология
22 декабря 1935 или 27 мая 1936 — провозглашение независимости Внутренней Монголии от Китая Дэ Ваном, объявившим себя главнокомандующим войсками, правительство разместилось в городе Цзябусу, на границе провинций Суйюань и Чахар.
12 мая — сформировано Монгольское военное правительство.
28 июня — принятие флага Монгольского военного правительства
Август 1936 — Армия Фу Цзои отразила атаку японских войск в Суйюань.
Октябрь 1936 — Ли Шоусинь, во главе «Монгольской национальной армии» вторгся в провинцию Суйюань из уже оккупированного японцами Чахара, начав бои с генералом Фу Цзои.
15 ноября — Войска Фу Цзои перешли в контрнаступление против сил Ли Шоусиня в Суйюане.
23 ноября — Был захвачен монастырь Байлиньмяо, ставка князя Дэ Вана.
Ноябрь 1936 — Фу Цзои отражает вторую атаку войск Внутренней Монголии и получает пополнение к армии, 7 тысяч монголов присоединяются к нему, не желая погибать за японские амбиции в регионе.
10 декабря — войска Внутренней Монголии потеряли монастырь Шарамурэн.
Декабрь 1936 — Китай прерывает переговоры с Японией, вторая так и не добивается от первого официального признания Манчжоу-го и согласия на «автономию» северной части страны.